# 东方贝克水蚤
东方贝克水蚤（学名：Boeckella orientalis）为胸刺水蚤科贝克水蚤属的动物。其种加词“orientalis”意为“东方的”。分布于蒙古以及中国大陆的辽宁、吉林、黑龙江等地，其生活环境为淡水，多栖息于寒温带的池塘、湖泊和江河中。